# Powiat Nyírbátor
Powiat Nyírbátor (węg. Nyírbátori kistérség) – jeden z jedenastu powiatów komitatu Szabolcs-Szatmár-Bereg na Węgrzech. Siedzibą władz jest miasto Nyírbátor.

## Miejscowości powiatu Nyírbátor
- Bátorliget
- Encsencs
- Kisléta
- Máriapócs
- Nyírbátor
- Nyírbéltek
- Nyírbogát
- Nyírcsászári
- Nyírderzs
- Nyírgelse
- Nyírgyulaj
- Nyírlugos
- Nyírmihálydi
- Nyírpilis
- Nyírvasvári
- Ömböly
- Penészlek
- Piricse
- Pócspetri
- Terem